# Pałac Promnitzów w Żarach
Pałac Promnitzów w Żarach – zabytkowy pałac w Żarach.
Obiekt został wzniesiony w latach 1710–1728 z inicjatywy Erdmanna II Promnitza w stylu barokowym. Budowa pałacu była jednym z elementów większego przedsięwzięcia, którego celem było stworzenie imponującego zespołu o charakterze reprezentacyjnym. Pałac stanął na miejscu średniowiecznego podzamcza.
W 1718 w budowanym pałacu gościł król Polski August II Mocny.
Pałac Promnitzów wraz z zamkiem stanowi główny element założenia rezydencjonalnego usytuowanego w północno-zachodniej części miasta. Obecnie założenie obejmuje również: pałac ogrodowy „Akademia Rycerska” z 1725 roku, obecnie szpital wojskowy przy ul. Domańskiego; park geometryczny przy ul. Domańskiego, z XVIII wieku z Błękitną Bramą z 1708 roku; dawny folwark zamkowy, przy ul. Poznańskiej, z XVIII wieku: spichrz; stajnia; budynek gospodarczy; gorzelnia; obora oraz cztery domy, przy ul. Poznańskiej 3 a-b-c-d.
Plan pałacu tworzą cztery skrzydła zamykające prostokątny dziedziniec. Trzykondygnacyjna bryła nakryta jest dachem mansardowym. Elewacja frontowa, zwrócona w kierunku południowym, ma charakter monumentalny i reprezentacyjny. Środkowy ryzalit składa się z kolumnady, złożonej z ośmiu kolumn w porządku korynckim (cztery na środku, po dwie po bokach), zwieńczonej półkolistym frontonem typu fr. circulaire, zawierającym herby: Erdmanna II von Promnitza i Anny Marii von Sachsen-Weissenfeles. Narożne ryzality, zwieńczone trójkątnymi frontonami (tympanonami), eksponowane są pilastrami. 

Obecnie pałac jest nieużytkowany i zaniedbany. Stanowi własność prywatną. W ostatnich latach naprawiono pokrycie dachu pałacu. Planowana jest jego odbudowa.

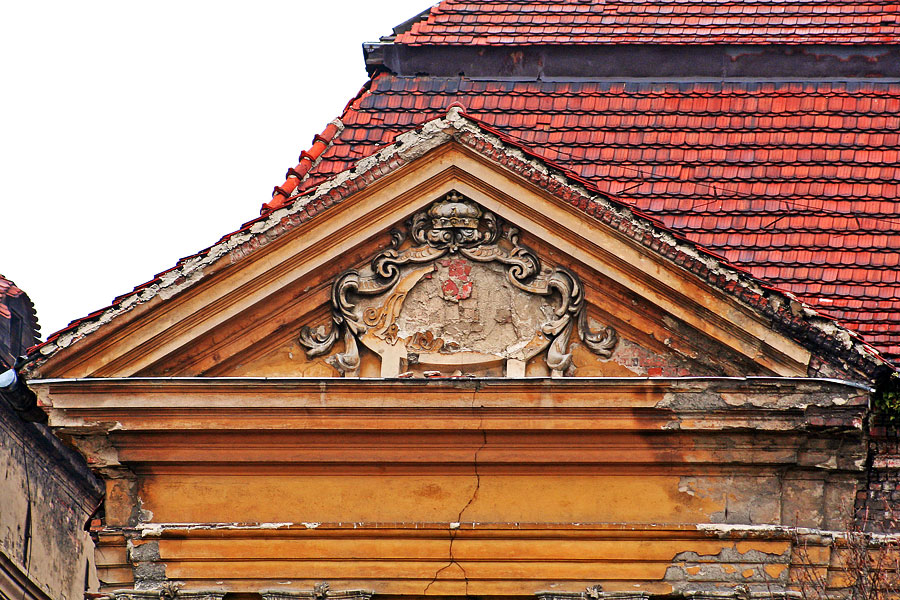
Herb
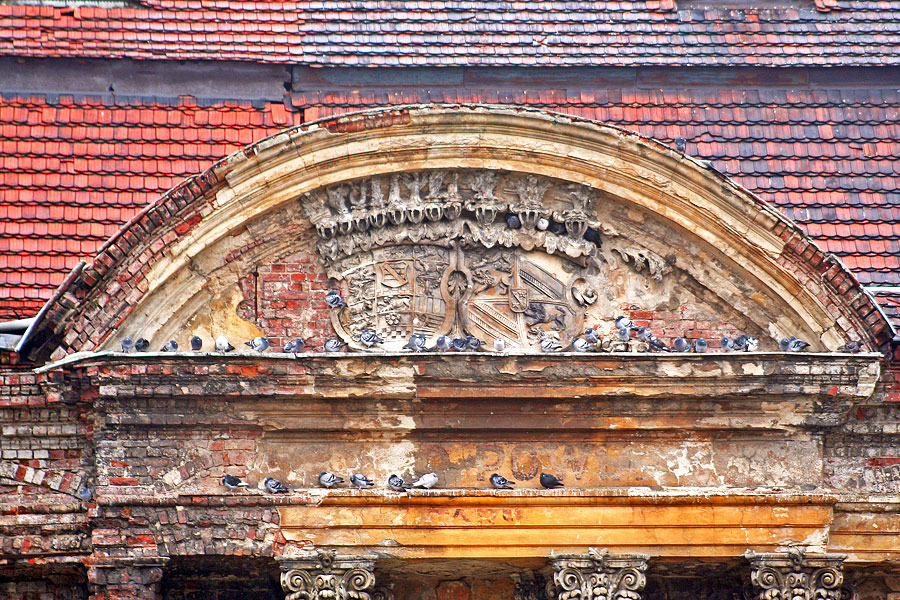
Herby Sachsen i Promnitz
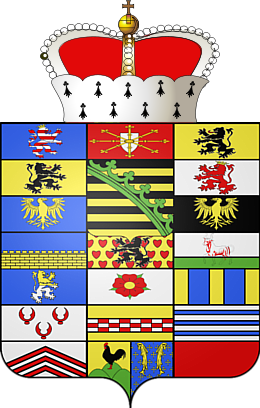
Herb Anny Sachsen-Weissenfeles
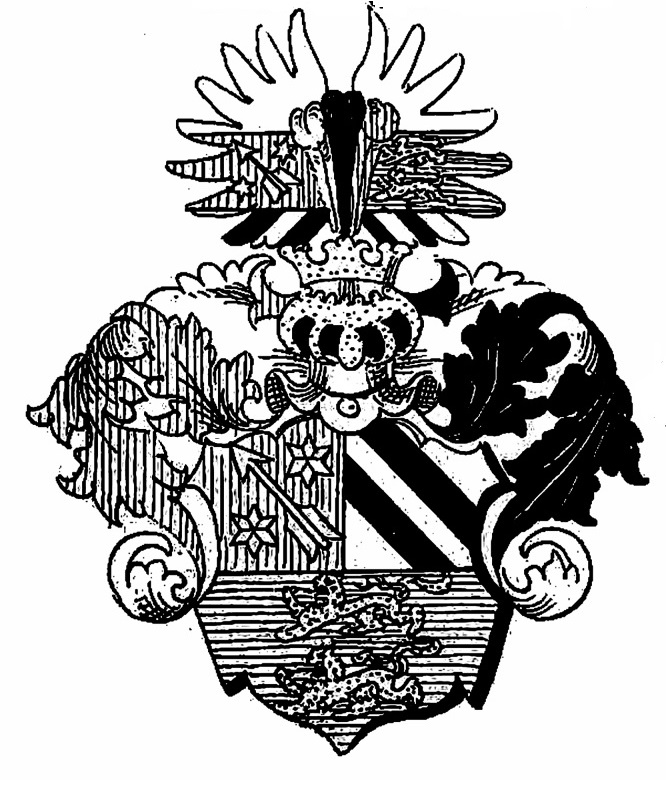
Herb Erdmanna II Promnitza